# أدريان شيروود
أدريان شيروود (بالإنجليزية: Adrian Sherwood)‏ هو ملحن ومنتج أسطوانات ودي جيه بريطاني، ولد في 1958 في لندن في المملكة المتحدة.

## وصلات خارجية
- الموقع الرسمي
- أدريان شيروود على موقع IMDb (الإنجليزية)
- أدريان شيروود على موقع ميوزك برينز (الإنجليزية)
- أدريان شيروود على موقع أول موفي (الإنجليزية)
- أدريان شيروود على موقع أول ميوزيك (الإنجليزية)
- أدريان شيروود على موقع ديسكوغز (الإنجليزية)
- أدريان شيروود على موقع قاعدة بيانات الفيلم (الإنجليزية)
- أدريان شيروود على موقع كينوبويسك (الروسية)